# 446 (MC)
446（ヨシロー、生年不詳 - 2016年2月17日）は大阪府岸和田市出身のレゲエMC。

## 来歴
大阪を拠点に活動するストリート・レーベル「RUDEBWOY FUNK RECORDS」の代表を務めていたほか、YOSHI（餓鬼レンジャー）、SHINGO☆西成らとのユニット「Ultra Naniwatic MC's」のメンバーとしても活動していた。
2016年2月17日に死去。

## ディスコグラフィ

### アルバム
|     | 発売日        | タイトル | 規格品番      | 収録曲 | 備考                  |
| --- | ------------- | -------- | ------------- | ------ | --------------------- |
| 1st | 2012年6月16日 | 446      | 4543364031168 |        | RUDEBWOY FUNK RECORDS |